# Szilágyi Áron (vívó)
Szilágyi Áron (Budapest, 1990. január 14. –) Magyar Szent István-renddel kitüntetett, többszörös olimpiai, világ- és Európa-bajnok magyar kardvívó. A Vasas SC versenyzője és a vívószakosztály elnöke.

## Sportpályafutása
Nevelőedzője Gerevich György volt. 2006-ban a kadét világbajnokságon ötödik helyezést szerzett. A juniorok között 31. lett. Ugyanitt csapatban kilencedik volt. A Poznańban megrendezett junior Európa-bajnokságon aranyérmes lett, csapatban hatodik volt. 2007-ben kadét Európa-bajnok volt egyéniben és csapatban is. Ugyanebben az évben rendezett kadét világbajnokságon második helyezést ért el. Ugyanebben az évben a szentpétervári világbajnokságon – Decsi Tamás, Lontay Balázs és Nemcsik Zsolt társaként – aranyérmet szerzett csapatban, egyéniben a 42. helyen végzett. A prágai junior Európa-bajnokságon második lett egyéniben és csapatban egyaránt.
2008-ban a junior VB-n egyéniben hatodik, csapatban első lett. Az Európa-bajnokságon egyéniben 18., csapatban hetedik volt. 18 évesen egyéniben a legjobb 16 közé került a 2008-as pekingi olimpián. Csapatban hetedikként zárt. Az amszterdami junior Eb-n csapatban szerzett ezüstérmet. Az év végén megnyerte a magyar bajnokságot. Gerevich György 2008 augusztusában bekövetkezett halála után Somlai Béla mesteredző segítette a felkészülésben.
2009-ben a junior VB-n egyéniben második, csapatban első lett. A debreceni U23-as Európa-bajnokságon a legjobbnak bizonyult. A felnőtt Eb-n csapatban 4., egyéniben 30. volt. Az antalyai világbajnokságon 13., csapatban harmadik volt. A junior Eb-n egyéniben aranyérmes, csapatban hatodik lett. 2010-ben a junior világbajnokságon egyéniben harmadik, csapatban kilencedik volt. Az Európa-bajnokságon 11., csapatban hatodik lett. A párizsi világbajnokságon 6. helyezést ért el, csapatban 10.-ként zárt. A magyar bajnokságon hatodik lett.
A 2011-es cataniai vívó-világbajnokságon a negyeddöntőben vereséget szenvedett a német Nicolas Limbachtól, és így a hatodik helyen végzett a kardozók versenyében. Csapatban szintén hatodik volt. Az Európa-bajnokságon bronzérmes volt. Csapatban hatodik lett. Az egyéni magyar bajnokságot megnyerte. 2012-ben Chicagóban aranyéremmel zárt a férfi kardozók olimpia előtti utolsó világkupaversenyén. Az Európa-bajnokságon egyéniben 24., csapatban nyolcadik helyen végzett. A 2012-es londoni olimpián a kard egyéni versenyszámban a 32 között kezdett, itt 15–1-re győzött a malajziai Peng Kean Yu ellen. A következő fordulóban a címvédő kínai Csung Mant verte 15–10-re. A nyolc között a német Max Hartung ellen lépett tovább 15–13-mal. Az elődöntőben az orosz Nyikolaj Kovaljovon jutott túl 15–7-tel. A döntőben az olasz Diego Occhiuzzi ellen már 8–1-re is vezetett, végül 15–8-as végeredménnyel olimpiai bajnok lett. Ő szerezte Magyarország első aranyérmét a 2012-es olimpián.

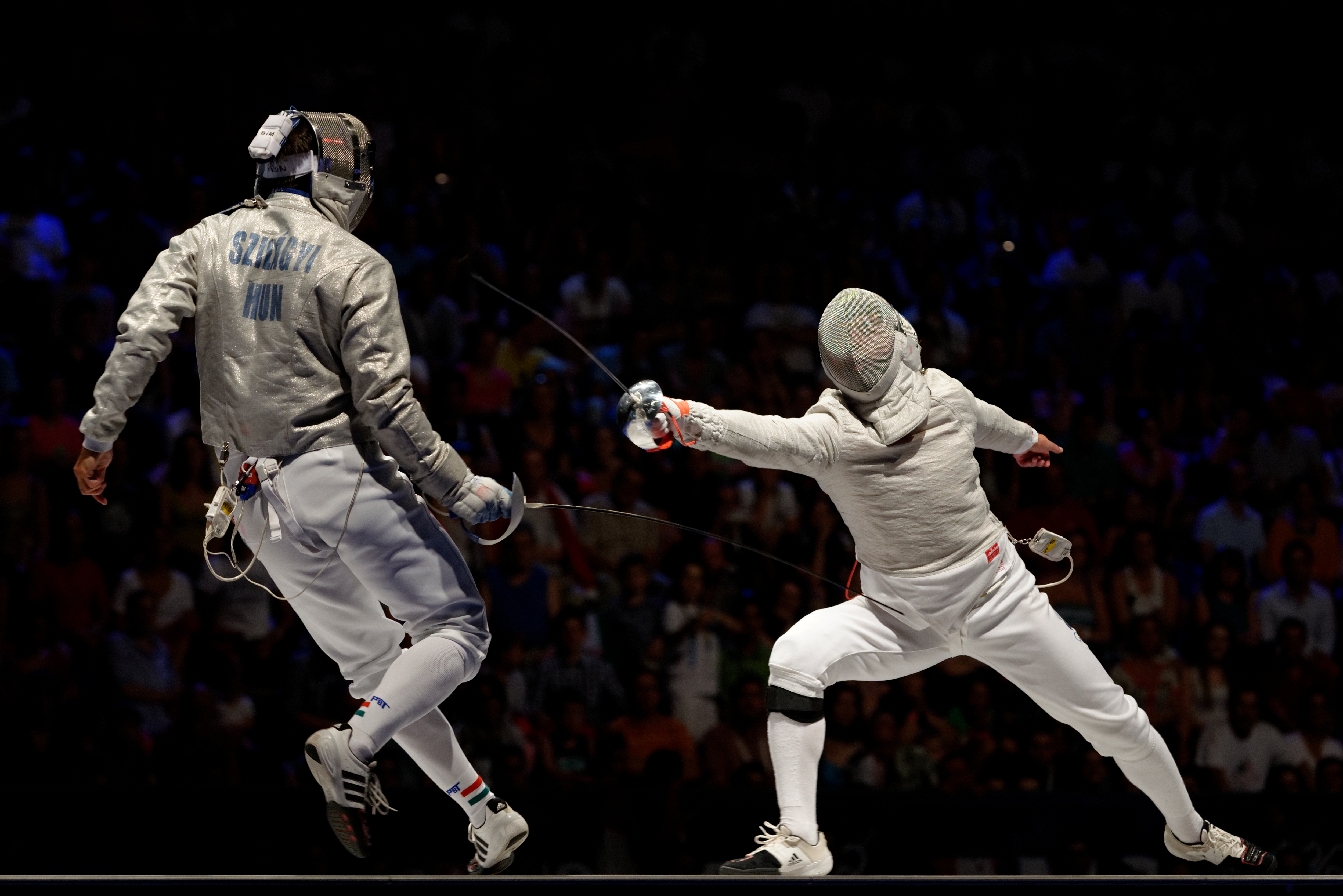
Szilágyi Áron (balra) vív az orosz Nyikolaj Kovaljov ellen a 2013-as vívó-világbajnokság elődöntőjében Budapesten

A 2013-as zágrábi Európa-bajnokságon egyéniben a 18., csapatban pedig – Gáll Csaba, Gémesi Csanád és Iliász Nikolász társaként – a második helyen végzett. A budapesti világbajnokságon egyéniben 14–15-re kikapott az elődöntőben a későbbi ezüstérmes orosz Nyikolaj Kovaljovtól, így bronzérmet szerzett. A világbajnokság alatt beválasztották a Nemzetközi Vívószövetség sportolói bizottságába.
2014 februárjában – a dél-koreai Ku Bongilt legyőzve – megnyerte a férfi kardozók padovai világkupaversenyét. Az Európa-bajnokság egyéni versenyében a 16 között esett ki, csapatban hatodik lett. A világbajnokság egyéni versenyében az ötödik, csapatban a harmadik helyen végzett.
2015-ben egyéniben Európa-bajnokságot, csapatban bronzérmet nyert. A világbajnokságon egyéniben a hatodik helyen végzett. 2015 szeptemberétől Somlai Béla helyett Decsi András vette át az edzései irányítását.
A 2016-os kard csapat világbajnokságon ezüstérmes volt. A 2016-os Európa-bajnokságon egyéniben hatodik, csapatban negyedik lett. 2016. augusztus 10-én a Rio de Janeiróban rendezett 2016. évi nyári olimpiai játékokon kard egyéniben a döntőben Daryl Homer elleni asszójában (15:8) megvédte olimpiai bajnoki címét, ezzel megszerezve a második olimpiai aranyérmét. Ezzel 1948 óta az első magyar sportoló, aki olimpiai zászlóvivőként olimpiai aranyat nyert, illetve Fuchs Jenő (1908, 1912) és Kárpáti Rudolf (1956, 1960) után a harmadik magyar kardvívó, aki megvédte olimpiai bajnoki címét.
A 2017-es tbiliszii Európa-bajnokságon kard egyéniben ezüst-, csapatban bronzérmet szerzett. A 2017-es lipcsei világbajnokságon egyéniben a 16 között esett ki, míg csapatban ezüstérmet szerzett. A 2018-as szöuli Grand Prix-n egyéniben aranyérmet szerzett. Az újvidéki Európa-bajnokságon csapatban aranyérmet nyert. A világbajnokságon egyéniben a nyolc között esett ki, csapatban harmadik volt. A decemberi országos bajnokságon kard egyéniben aranyérmes lett. A 2019-es düsseldorfi Európa-bajnokságon a kardcsapat tagjaként ezüstérmet szerzett. Egyéniben a 16-ig jutott. A budapesti világbajnokságon egyéniben már a legjobb 16 közé kerülésért vívott asszóját elvesztette a japán Josida Kento ellen. A kardcsapattal ezüstérmet szerzett. 2020 februárjában a Varsóban rendezett Világkupa-versenyen aranyérmet nyert. Szeptemberben a Vasas vívószakosztályának elnöke lett.
2021-ben a Tokióban rendezett 2020. évi nyári olimpiai játékokon kard egyéniben a döntőben Luigi Samele elleni asszójában (15:7) ismét megvédte olimpiai bajnoki címét, ezzel megszerezve a harmadik olimpiai aranyérmét. Ő lett az első, aki férfi kard egyéniben három egymást követő olimpián is aranyat szerzett. A csapatversenyben (Decsi, Szatmári, Gémesi) bronzérmet szerzett.
2022-ben az Európa-bajnokságon a 32 között kiesett, csapatban (Decsi, Szatmári, Gémesi) aranyérmes lett. A Kairóban rendezett világbajnokságon egyéni versenyben aranyérmet, míg csapattal (Decsi Tamás, Gémesi Csanád, Szatmári András) ezüstérmet szerzett. A 2023-as milánói világbajnokságon a Szilágyi, Decsi, Szatmári, Gémesi összeállítású kard csapat 2007 után nyert újból világbajnoki címet.
A 2024-es párizsi olimpián kard egyéniben a 16 közé jutásért kapott ki 15-8 arányban a kanadai Fares Arfától. A csapatverseny során Olaszország és Irán elleni győzelmével a magyar kardcsapat (Szatmári András, Gémesi Csanád, Rabb Krisztián) a döntőbe jutott, ahol Dél-Korea ellen szenvedett vereséget (45:41), és szerzett ezzel ezüstérmet.
2024 szeptemberében megoperálták a bal achillesét.
2015.-től 2024.-ig Decsi András volt az edzője,amikor András megtudta,hogy az öccsét Tamást kivették a 2024.-es Olimpia kardcsapatból akkor ez miatt úgy döntött,hogy nem vesz részt az Olimpián Áron egyéni versenyén edzőként és a kardcsapat vezetőedzőjeként.Így helyette ezt a feladatot Navarete József és Sárközi Gergely vállalta el.Áron Andrástól közös megegyezéssel köszönt el az Andrással való közös munkától.2025.-től már Kósa Miklós és Sárközi Gergely kardvívó edzőkkel készül a további vívó versenyekre,ebben az évben közös megegyezéssel hivatalos edzőjét Kósa Miklóst nevezte ki aki úgyszintén vívóversenyző volt majd átváltott a vívóedző szakra és azóta edzőként dolgozik a Vasas Pasaréti Sportcentrum vívószakosztályában.

### Eredményei
Magyar bajnokság
Kard egyéni
- aranyérmes: 2008, 2011, 2012, 2014, 2018, 2019, 2020, 2021
- ezüstérmes: 2017
- bronzérmes: 2024

Kard csapat
- aranyérmes: 2008, 2009, 2010, 2012, 2013, 2014, 2015, 2019, 2020
- ezüstérmes: 2011, 2018, 2021, 2024

## Társadalmi tevékenysége
Szilágyi Áron nyújtotta át 2013. február 13-án a Gellért Szállóban egy magyar alapítású nemzetközi irodalmi díjat, a Balassi Bálint-emlékkardot Jean-Luc Moreau francia műfordítónak. Az ünnepségen a másik szablyát Kalász Márton költőnek Kiss-Rigó László megyés püspök adta át.
2013 tavaszán a TakarékPont pénzügyi edukációs nagykövete lett.
2006-ban az Új Európa Alapítvány indulásakor elsők közt nyerte el a MOL Tehetségtámogató Program támogatását.  2013-tól 2022-ig a Nemzetközi Vívószövetség (FIE) sportolói bizottságának tagja, 2017-től 2019-ig a testület elnöke. 2017 óta az Új Európa Alapítvány jószolgálati nagyköveteként részt vesz az alapítvány fiataloknak szóló jótékonysági programjain. 2021-ben elvállalta a Nemzeti Tehetség Program jószolgálati nagyköveti felkérését. 2021-ben a Magyar Olimpiai Bizottság elnöksége beválasztotta a testület sportolói bizottságába. 2022-ben a Magyar Élsportolók Érdekvédelmi Fórumának társadalmi elnöke lett.

## Tanulmányai
A Fazekas Mihály Gimnázium matematikai tagozatán érettségizett, Angolul és franciául beszél, matematikából országos versenyeken ért el kiemelkedő eredményeket. 2010 szeptemberétől az Eötvös Loránd Tudományegyetem Társadalomtudományi Karán a nemzetközi tanulmányok alapképzési szakán tanult,  2020-ban diplomázott. 2012-ben felvételt nyert a Károli Gáspár Református Egyetem pszichológia szakára, ahol 2017-ben diplomázott.

## Magánélete
2017 augusztusában megnősült, felesége Szántó Betti. 2021-ben megjelent Muhi András Pires rendező Egy mindenkiért című portréfilmje, melyet 2017 és 2021 között, egy olimpiai cikluson keresztül forgattak róla. 2023 májusában megszületett kisfia, Leó.

## Díjai, elismerései
- Az év magyar junior vívója (2006, 2009)
- Junior Prima díj (2010)
- Az év magyar vívója (2011, 2012, 2016,[63] 2018,[64] 2020,[65] 2021,[66] 2022[67])
- A Magyar Érdemrend tisztikeresztje (2012)
- Budapest díszpolgára (2012)
- A Magyar Érdemrend középkeresztje (2016)
- Az év magyar sportolója (2016, 2021)[68][69]
- A XIII. kerület díszpolgára (2017)[70]
- A Nemzetközi Vívó Szövetség (FIE) fair play díja (2019)[71]
- A Magyar Érdemrend nagykeresztje (2021)[72][73]
- Közmédia Év Embere Díj (2021)[74]
- A II. kerület díszpolgára (2022)[75][76]
- A Károli Gáspár Református Egyetem díszpolgára (2022)
- Magyar Szent István-rend (2023)
- Rajczy Imre-díj (2023)[77]
- Nemzetközi Fair Play-díj (2024)

## Portréfilm
- Egy mindenkiért (2021)[78]